# PATCO
PATCO також відома як Швидкісна лінія PATCO — лінія міжміського метрополітену що пов'язує Філадельфію (Пенсільванія) та округ Кемден у Нью-Джерсі, США. Потяги живляться від контактної рейки.

## Історія
Сучасна лінія використовує частину колій побудованих ще у середині ХІХ століття, але всі вони закінчувалися в Камдені. На початку 1900-х років виникла ідея
спорудження постійної переправи через ріку Делавер, що мала пов'язувати два сусідніх штати. У 1919 році владами обох штатів була створена відповідна комісія що мала займатися питанням будівництва мосту. Міст через Делавер був одразу спроектований для залізниці та руху автомобілів, міст був відкритий 1 липня 1926 року. Але будівництво залізниці затягнулося ще на 10 років, початкова ділянка була відкрита 7 червня 1936 року. В ті часи лінія була дуже короткою, та мала лише чотири станції, дві у Філадельфії та дві у Камдені. Після відкриття ділянки майже одразу стало зрозуміло що лінія у такому вигляді не вирішує проблем з транспортним забезпеченням південної частини Нью-Джерсі. Але реалізовувати проект розширення почали лише у 1950-х, діюча лінія у сучасному вигляді була відкрита 4 січня 1969 року.
За майже п'ятидесятилітню історію, лінія майже не змінилася. У 1979 році була закрита станція «Площа Франкліна» у зв'язку з низьким пасажиропотіком та відкрилася станція «Вудкрест» з величезною парковкою для автомобілів що навіть у наш час парковка повністю не заповнюється.

## Лінія
Сучасна лінія починається в центрі Філадельфії, де практично на кожній станції можливо пересісти на лінії міського метрополітену. Далі лінія по мосту Бенджаміна Франкліна перетинає Делавер та обслуговує численні міста та містечка південної частини штату Нью-Джерсі. Біля більшості станцій розташовані зупинки локальних автобусних ліній, деякі станції мають пересадку на залізничні лінії. Практично кожна станція має автомобільну парковку. де пасажири залишають свої автівки та прямують у центр Філадельфії на метро.

## Станції
Всі станції мають острівну платформу.
| Станція            | Пересадка | Розташування                                                                                              | Тип       | Дата Відктиття | Вигляд |
| ------------------ | --- | --- | --------- | -------------- | ------ |
| «15–16th & Locust» | Пересадка на Помаранчеву лінію метро.                                                                        | Розташована у центрі Філадельфії, поблизу знаходить залізничний вокзал з якого курсують приміські потяги. | Підземна  | 10 лютого 1952 |        |
| «12–13th & Locust» | Пересадка на Помаранчеву лінію метро.                                                                        | Розташована у центрі Філадельфії у районі Вашингтон-Сквер-Вест.                                           | Підземна  | 10 лютого 1952 |        |
| «9–10th & Locust»  | Немає прямої пересадки, тому закривається з 0:10 до 5:00. Єдина станція що не працює цілодобово.             | Розташована у центрі Філадельфії, поблизу знаходиться найстаріший постійно діючій театр у США — Волнат    | Підземна  | 10 лютого 1952 |        |
| «8-ма Вулиця»      | Пересадковий вузол з обома лініями метро.                                                                    | Розташована у центрі Філадельфії, під Маркет Стріт                                                        | Підземна  | 7 червня 1936  |        |
| «Площа Франкліна»  | Закрита 9 вересня 1979.                                                                                      | Під площею Франкліна у Філадельфії.                                                                       | Підземна. | 7 червня 1936  |        |
| «Мерія»            | Біля виходу розташовані зупинки численних автобусних маршрутів Нью-Джерсі.                                   | Розташована в місті Камден.                                                                               | Підземна  | 7 червня 1936  |        |
| «Бродвей»          | Пересадка на наземну дизельну лінію приміських потягів, автобуси Нью-Джерсі та швидкісні міжміські автобуси. | Розташована в місті Камден.                                                                               | Підземна  | 7 червня 1936  |        |
| «Феррі Авеню»      | Автобуси Нью-Джерсі.                                                                                         | Розташована на межі Камдена та Вудліна, поблизу проходить Шосе 130.                                       | Наземна   | 15 лютого 1969 |        |
| «Колінсвуд»        | Автобуси Нью-Джерсі.                                                                                         | Розташована у Колінсвуді.                                                                                 | Естакадна | 15 лютого 1969 |        |
| «Вестмонт»         | Автобуси Нью-Джерсі.                                                                                         | Розташована у містечку Хеддон Тауншип.                                                                    | Естакадна | 15 лютого 1969 |        |
| «Хеддонфілд»       | Пересадка на залізничну лінію Атлантік-Сіті.                                                                 | Розташована у містечку Хеддонфілд.                                                                        | Наземна   | 15 лютого 1969 |        |
| «Вудкрест»         | Немає. | Розташована у містечку Черрі-Хілл.                                                                        | Наземна   | 1980 рік       |        |
| «Ешленд»           | Пересадка на залізничну лінію Атлантік-Сіті.                                                                 | Розташована у містечку Вурхіс.                                                                            | Наземна   | 15 лютого 1969 |        |
| «Лінденвулд»       | Пересадка на залізничну лінію Атлантік-Сіті та атобуси Нью-Джерсі.                                           | Розташована у містечку Лінделвулд                                                                         | Наземна.  | 4 січня 1969   |        |

## Режим роботи
Потяги на лінії курсують цілодобово, це робить систему однією з шести метрополітенів Сполучених Штатів що працюють цілодобово. (інші це Метро Нью-Йорка, PATH, залізниця Стейтем Айленд, Червона та Блакитна лінії Чиказького метро та Зелена лінія метро Мінніаполіса)

## Галерея

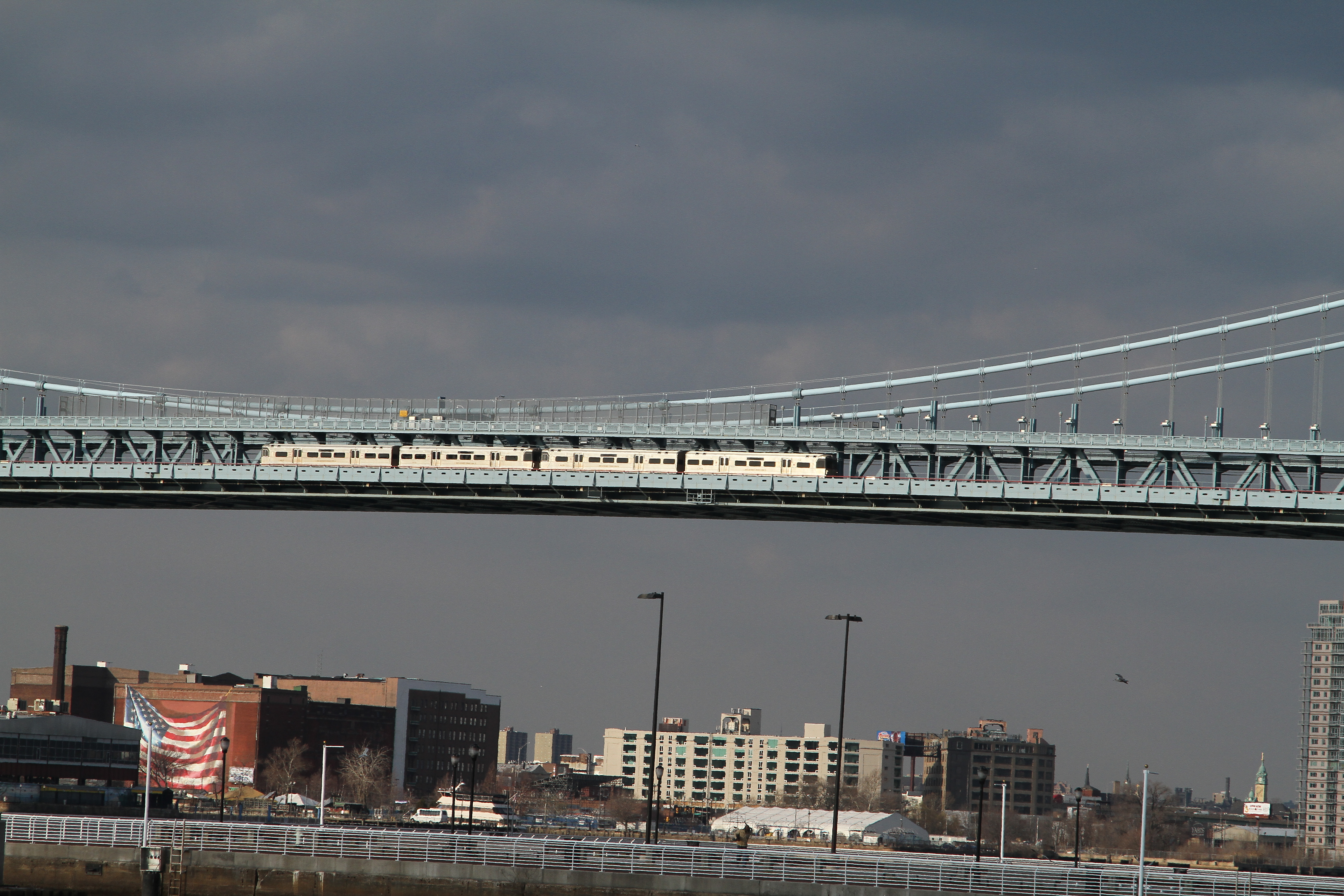
Потяг PATCO на мосту Бенджаміна Франкліна через Делавер
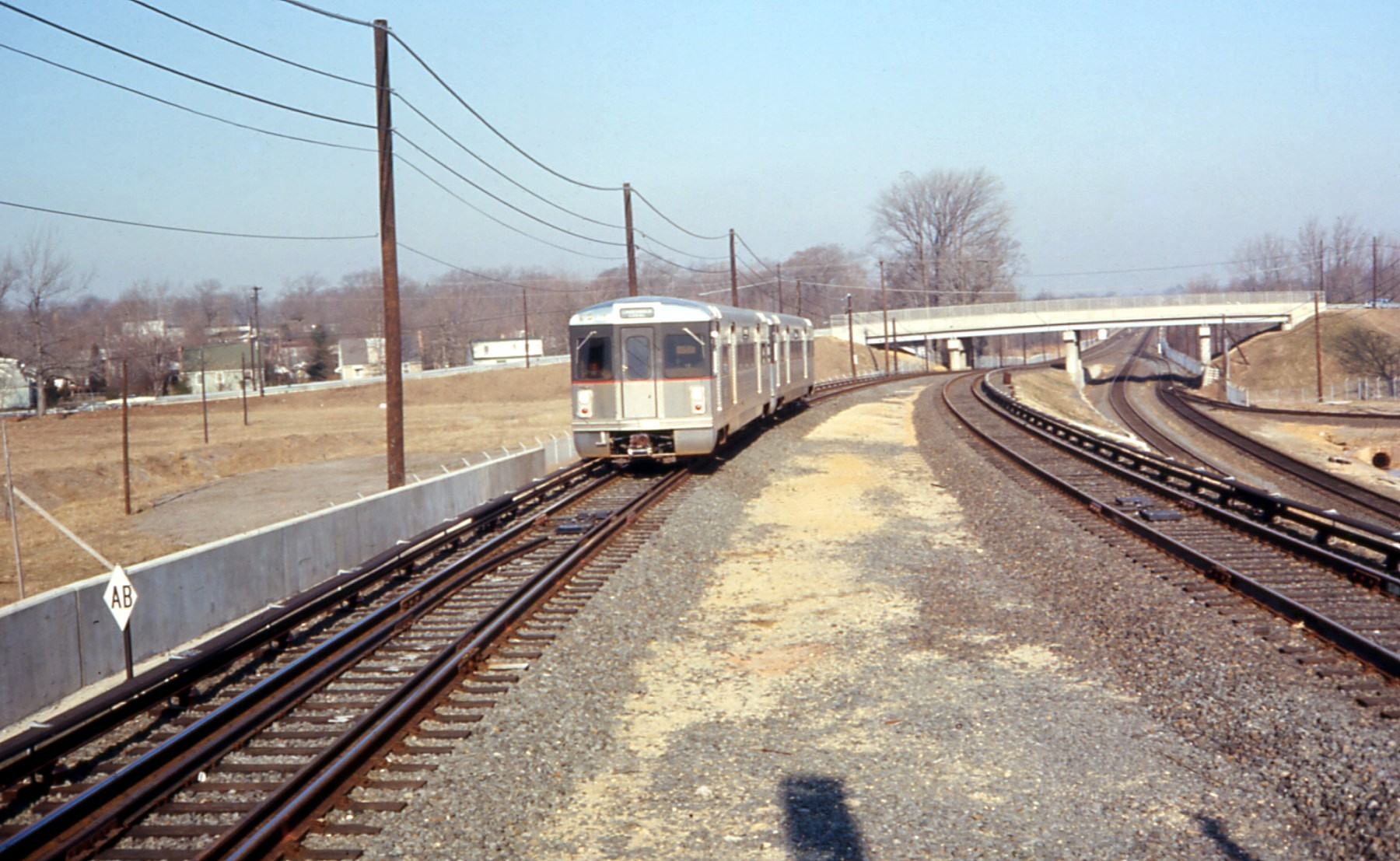
Потяг PATCO у 1969 році
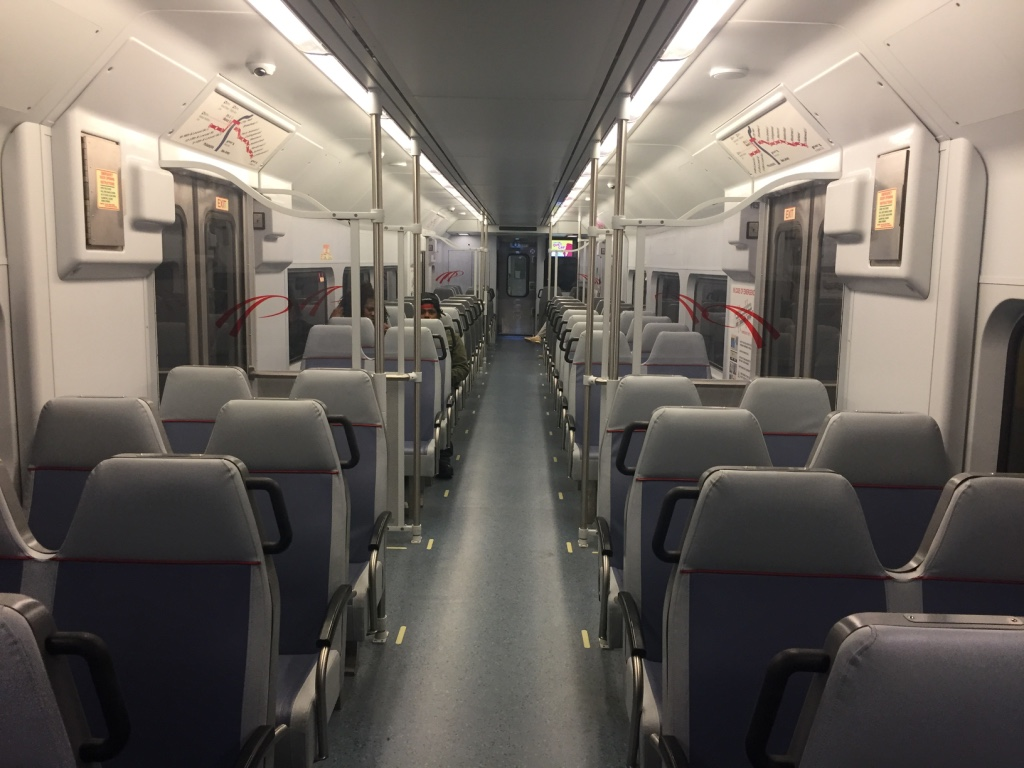
Всередині сучасного потягу